# Timur Ajupov
Timur Ansarovič Ajupov (in russo Тимур Ансарович Аюпов?; Mosca, 26 luglio 1993) è un calciatore russo, centrocampista dell'Ural.